# 田中宗一郎
田中 宗一郎（たなか そういちろう、1963年1月28日 - ）は、日本の音楽評論家、DJ。音楽雑誌『snoozer』編集長。大阪府出身。愛称はタナソウ、宗さん。 

## 経歴
立教大学文学部では前田愛に学ぶ。広告代理店勤務を経た後、1991年にロッキング・オンに入社。洋楽専門の月刊音楽雑誌『rockin'on』の副編集長を務める。1995年にロッキング・オンを退社し、リトルモア社から音楽雑誌『snoozer』を創刊、2011年に廃刊。現在は、club SNOOZERを主宰。the sign magazineのクリエイティブ・ディレクターを務める。

## 人物
作品のレビューではアーティストに対して極端に心酔する過剰な表現による文体が特徴。近年はシニカルでブラックユーモア色の濃い記事を書く事が増えている。
全作品で日本盤のライナーノーツを手掛けるレディオヘッドに対してはその極端な心酔が顕著に表れており、ある作品では「助けて」という単語を数行に渡って連呼する前代未聞の寄稿をしている。
レディオヘッドについてはブレイク前の1st『パブロ・ハニー』期から取材にかかわっている数少ない人物の一人であり、レディオヘッド活動休止中にトム・ヨークへの単独取材を『snoozer』に掲載。
ロック、ポップからハードロック、テクノ、エレクトロニカまでポピュラーミュージック全般に造詣が深いが、自身が最も好きなジャンルは1950〜1960年代のオールディーズ的ポップス。
産業ロック、ポップメタル、ヴィジュアル系バンドが『snoozer』誌面にて大きく取り上げられる事は無かった。自身がそのムーブメント作りに貢献したとも言われているロキノン系と言われるジャンルに寄り添いつつも、アンダーグラウンド方面のジャンルにも踏み込んだ執筆を行っている。
作曲が趣味でもあり、若い頃は音楽活動も行っていた。作った曲を、親交が深いくるりの岸田繁に聞かせてダメ出しを受けたことがある（インタビューを行うと双方が関西弁でのやりとりとなる）。ポピュラー・ミュージックのライターとしては珍しく、楽曲のキーやコード、リズムパターン、ミキシングなどの専門的な音楽知識を交えてレビューを展開することも多く、ロッキング・オン退社後は年を重ねるにつれその傾向が強まっている。
キャリアの長い高齢、ベテランのミュージシャンのインタビューを『snoozer』で取り上げることは非常に少なく、また、バンド再結成についての記事を取り扱う事もほぼ無い。まれに誤訳ミスを起こす事がある。
スヌーピー、キャンディーズ（特に伊藤蘭）が好き。

### 問題のあった発言
- 『snoozer』2010年12月号において、「ナタリーにニュース載せるには1件数千円かかる」という記述を紙面に載せ、同ウェブサイト編集長から電話で事実ではないと抗議を受け、謝罪・訂正文を掲載した[3][4]。

## ライナノーツを手掛けたアーティスト
- アッシュ
- R.E.M.
- オアシス
- キャスト - 『オール・チェンジ』
- ザ・クラッシュ
- ザ・コーラル
- ハード・ファイ
- スーパー・ファーリー・アニマルズ
- ファットボーイ・スリム
- ブルートーンズ - 『エクスペクティング・トゥ・フライ』
- ベック
- マルーン5
- マンドゥ・ディアオ
- ムーヴァー - 『ムーヴァー』、『フライ・カジュアル』
- メンズウェア - 『ニューサンス』
- レディオヘッド
- スピッツ
- SUPERCAR
- 中村一義

他 多数

## 出演

### 過去
- BANG ON!! (CROSS FM)
- ラジオ・チョモランマ (InterFM) 田中宗一郎・野田努

## 著書
- 『2010s』（宇野維正との共著、新潮社、2020年）